# Lomelosia flavida
Lomelosia flavida är en tvåhjärtbladig växtart som först beskrevs av Pierre Edmond Boissier och Heinrich Carl Haussknecht, och fick sitt nu gällande namn av J. Soják. Lomelosia flavida ingår i släktet Lomelosia och familjen Dipsacaceae. Utöver nominatformen finns också underarten L. f. enigmatica.